# Westworld (Film)
Westworld ist ein US-amerikanischer Science-Fiction-Film von Michael Crichton aus dem Jahr 1973. Filmstart in Deutschland war am 24. Januar 1974.

## Handlung
In einer unbestimmten Zukunft ist es möglich, in einem Themenpark mit dem Namen Delos (angelehnt an die gleichnamige griechische Insel) selbst die Rolle eines Revolverhelden, Ritters oder römischen Herrschers einzunehmen. Damit den dekadenten Ausschweifungen der Gäste keine Grenzen gesetzt sind, bestehen die Statisten aus Robotern. Die wie Menschen aussehenden Roboter können „verletzt“ oder „getötet“ werden. Durch eine spezielle Sensorik in den Waffen wird bei Menschen Verletzungen und Todesfällen vorgebeugt, und den Gästen steht nichts im Wege, sich dem gewählten Zeitalter entsprechend zu verhalten. Nachts werden beschädigte Roboter eingesammelt und von Ingenieuren in unterirdischen Werkstätten gewartet und repariert. Gäste können auch Sex mit Robotern haben.
Peter Martin und John Blane wählen den Wilden Westen (Westworld) aus, um diverse Abenteuer zu bestreiten. Martin tötet im Saloon bei einer Schießerei einen Revolverhelden. Als dieser tags darauf Blane in dessen Hotelzimmer angreift, wird er erneut von Martin getötet. Martin wird gemäß seiner Rolle verhaftet, kann aber aus dem Gefängnis ausbrechen.
Durch einen Systemfehler kommt es zu Störungen in den automatisierten Abläufen des Freizeitparks und zu Fehlfunktionen bei den Robotern. Bisher war gewährleistet, dass die Roboter den Gästen bei Kämpfen unterlagen, doch jetzt kommt es zu Auseinandersetzungen, bei denen dies nicht mehr der Fall ist. Zudem funktionieren die Sicherheitseinstellungen der Waffen nicht mehr. So kommen viele der Gäste zu Tode. Auch der Revolverheld-Roboter, den Peter bereits zweimal bezwungen hat, bricht auf, um sich entsprechend seiner Programmierung an seinem Duell-Gegner zu rächen.
Bei einem Duell auf der Main Street tötet er Peters Freund John. Schockiert von dem Ereignis erkennt Peter den Ernst der Lage und flüchtet vor dem Roboter. Auf einer längeren Verfolgungsjagd durch die Wüste erfährt Peter von einem Crewmitglied, dass es derzeit nicht auf normalem Wege möglich ist, die Roboter zu stoppen. Allerdings könnten deren Sensoren beeinträchtigt werden. Peter erreicht die römische Welt und steigt dort in die unterirdischen Anlagen von Delos, von denen aus der gesamte Komplex gesteuert und verwaltet wird. Das dortige Personal ist allerdings aufgrund Sauerstoffmangels, da sich die Türen nicht mehr öffnen ließen, bewusstlos geworden. Er kann in einem Labor das Gesicht des Roboters mit Säure verätzen, was dazu führt, dass dieser nur noch Wärmestrahlung wahrnehmen kann. Peter flüchtet weiter in die Welt des Mittelalters, der Roboter nimmt seine Spur jedoch wieder auf. In einem mittelalterlichen Königspalast ist der Roboter von den brennenden Fackeln an der Wand abgelenkt. Peter kann ihn daher mit einer der Fackeln in Brand stecken. Peter flüchtet weiter bis in den Kerker. Dort rettet er eine vermeintliche Gefangene. Als er ihr aus einer Kelle etwas Wasser einflößt, bemerkt er, als Wasser einen Kurzschluss bei ihr erzeugt, dass auch sie ein Roboter ist. Der Revolverheld-Roboter, der ihm noch bis dahin folgen konnte, stürzt nun aufgrund der starken Brandschäden, bäumt sich ein letztes Mal schwer beschädigt auf, verbrennt und explodiert dann aber in einer Serie von Kurzschlüssen. Peter setzt sich erschöpft nieder.

## Synchronisation
| Darsteller        | Rolle                     | Synchronsprecher       |
| ----------------- | ------------------------- | ---------------------- |
| Yul Brynner       | mechanischer Revolverheld | Jochen Schröder        |
| Richard Benjamin  | Peter Martin              | Thomas Danneberg       |
| James Brolin      | John Blane                | Peter Schiff           |
| Norman Bartold    | mittelalterlicher Ritter  | n.n.                   |
| Alan Oppenheimer  | Cheftechniker             | Friedrich Schoenfelder |
| Victoria Shaw     | mittelalterliche Königin  | Beate Menner           |
| Dick Van Patten   | Banker                    | n.n.                   |
| Linda Gaye Scott  | Arlette                   | n.n.                   |
| Steve Franken     | Techniker in der Wüste    | n.n.                   |
| Michael T. Mikler | schwarzer Ritter          | n.n.                   |
| Terry Wilson      | Sheriff                   | n.n.                   |
| Majel Barrett     | Miss Carrie               | Anneliese Priefert     |
| Anne Randall      | Daphne                    | n.n.                   |

## Fortsetzungen und Nachfolger
- 1976 – Futureworld – Das Land von Übermorgen

Einige Jahre nach dem „Westworld-Desaster“ scheinen die Fehler beseitigt und „Futureworld“ öffnet seine Pforten. Zwei Reporter untersuchen den Tod eines ihrer Freunde, der starb, kurz nachdem er aus Futureworld zurückgekehrt war.
- 1980 – Beyond Westworld

Eine fünfteilige Serie des US-Senders CBS und eine direkte Fortsetzung von Westworld, die Futureworld komplett außer Acht lässt. Der Erfinder der Roboter versucht die Weltherrschaft an sich zu reißen, indem er wichtige politische Figuren durch seine Kreationen austauscht. Die TV-Serie war nicht sonderlich erfolgreich und wurde nach fünf Folgen wieder abgesetzt. Eine Folge der Serie befindet sich als Extra auf der Blu-ray-Version von Westworld, die im Jahr 2013 auf dem deutschen Markt erschienen ist.
- 2016 bis 2022 – Westworld

Die Fernsehserie wurde als eine Adaption des Films für den US-amerikanischen Kabelsender HBO produziert, und umfasst 36 Episoden in vier Staffeln. Produziert wurde die Serie von J. J. Abrams und Jonathan Nolan, der auch Regie führte und an den Drehbüchern beteiligt war. Zu den Darstellern gehörten u. a. Anthony Hopkins, Ed Harris, Evan Rachel Wood, James Marsden und Thandie Newton.

## Sonstiges
Yul Brynner spielt den Revolvermann angelehnt an seine Rolle in Die glorreichen Sieben (1960). Die Außenaufnahmen zu Westworld wurden zum Teil im Red Rock Canyon Park in Nevada gedreht.
Westworld wurde erstmals im Jahr 1975 vom amerikanischen Sender NBC im Fernsehen gezeigt. Der Sender zeigte eine etwas längere Version des Films: In einer Szene sieht man den Vorbeiflug des Luftkissenbootes; im Originalfilm wurden lediglich Szenen innerhalb des Luftkissenbootes verwendet. Eine weitere zusätzliche Szene im Film zeigt einen Gast zur Zeit des Mittelalters, der gefoltert wird.
Der Film war finanziell sehr erfolgreich. Während die Produktionskosten nur bei etwa 1,25 Millionen Dollar lagen, wurden alleine an den amerikanischen Kinokassen etwa 10 Millionen Dollar eingespielt.
Zu dem Film gibt es auch ein englischsprachiges Making of unter dem Titel „The Making of Westworld“, das im Jahr 2003 auf DVD erschienen ist. Auf der Blu-ray-Version aus dem Jahr 2013 gibt es eine deutsche Version des Making of unter dem Titel „Am Set von Westworld“ (etwa 9 Min.).
Die Idee des hypermodernen und tödlichen Vergnügungsparks griff Crichton auch in seinem späteren Bestseller DinoPark (1990) auf, aus dem Steven Spielberg einen der erfolgreichsten Filme aller Zeiten machte: Jurassic Park (1993).
Die 1995 in der Staffel 6 veröffentlichte Folge Der unheimliche Vergnügungspark der Serie Die Simpsons (engl. OT: Itchy & Scratchy Land, 1994) bezieht sich auf Westworld.

## Digitale Bildbearbeitung
Westworld war der erste Spielfilm, in dem die digitale Bildbearbeitung eingesetzt wurde. John Whitney jr. und Gary Demos von der US-Firma Information International, Inc. verarbeiteten das Filmmaterial zu einer pixelartigen Darstellung, um die Sicht des künstlichen Revolverhelden darzustellen. Die ca. 2:31 min lange Szene wurde umgesetzt durch Farbseparation (drei grundlegende Farbauszüge sowie eine schwarze Hintergrund-Maske) jedes einzelnen Filmbildes der real gedrehten Szene. Danach wurden die eingescannten Farbauszüge durch rechteckige Felder ersetzt, deren Farbe aus dem jeweils ermittelten Farbwert bestand. Die so erzeugte Pixelmatrix wurde dann auf reguläres Filmmaterial belichtet und hineingeschnitten.

## Kritiken
- Lexikon des internationalen Films: „Ein thematisch ambitionierter Science-Fiction-Film mit Anleihen beim ‚Frankenstein‘-Mythos, technisch perfekt inszeniert und präzise fotografiert, letztlich aber allzusehr dem Vordergründigen verhaftet, so daß die glänzende Idee auf halben(sic!) Weg verschenkt wird.“[6]
- Ronald M. Hahn, Volker Jansen, Lexikon des Science-fiction-Films: „Die Krone der Unterhaltung kann nur die Lust am legitimierten Töten sein, ausgeschlachtet von einem Großunternehmen typisch amerikanischen Zuschnitts, das eine Marktlücke für sich ausbeutet. Das hätte ein absoluter Knüller werden können. Doch der Film geht nicht in die Tiefe. Vieles bleibt unverständlich. Wer steckt beispielsweise hinter der Organisation, die den Freizeitpark betreibt; welche Absichten? Muß man nur Angst haben vor fehlgeleiteten Robotern oder auch vor denen, die sie beherrschen? Der Film liefert nur (zuweilen etwas langatmiges) Action-Kino. Großartig allerdings Yul Brynner.“[7]
- prisma-online: „Wie auch in [Chrichtons] Buch-Hit „Jurassic Park“ geht es hier um Auswüchse der Unterhaltungsindustrie. Wenn ethische Grundsätze nichts mehr zählen und die Befriedigung niederer Triebe (Leute abknallen und Herumhuren) in den Vordergrund treten, hilft auch alle Technik nichts, so die Botschaft dieses Films. Crichton hat zwar die tieferen Schichten, die seine Story eigentlich anbietet, nicht weiter ausgelotet; er konzentriert sich auf die direkte Aktion. Die dankbarste Rolle hat Yul Brynner, der wie in „Die glorreichen Sieben“ ausstaffiert ist und als Androide vollkommen glaubhaft wirkt.“
- Variety: „Westworld ist ein exzellenter Film, der solide Unterhaltung, gruselige Aktualität und großartig intelligente, tragikomische Handlungselemente verbindet. Michael Crichtons zugrundeliegendes Drehbuch ist so superb wie seine Regie.“[8]

## Filmmusik
Die Filmmusik von Fred Karlin wurde mehrmals in unterschiedlichen Versionen als CD veröffentlicht. Die neueste Version ist eine Zusammenstellung der Musik aus Westworld, Coma und Der Mörder im weißen Mantel des CD-Labels Film Score Monthly.